# Borowik (Rosja)
Borowik (ros. Боровик) – wieś w Rosji, w obwodzie pskowskim, w rejonie pskowskim. Według danych z 2010 roku zamieszkiwana przez 23 osoby.